# Horn (adelsslægt)
 For alternative betydninger, se Horn. (Se også artikler, som begynder med Horn)
Horn er navnet på to svenske adelsslægter. Slægten Horn af Rantzien fører et våben, der ligner Horns til Kankas, men synes ikke at stå i noget slægtskab til denne familie.
Horn til Kankas er tidligere blevet anset for at være af brabantsk oprindelse, men dette menes nu ikke at være rigtigt. Slægten synes at være en rent svensk-finsk slægt. Dens ældste kendte medlemmer er Olof Matsson i Finland, som 1381 fører Hornvåbnet (et sort jægerhorn i guldfelt). Navnet Horn antoges i 16. århundrede. 
Horn til Kankas har forgrenet sig i flere slægtlinier: de grevelige af Bjørneborg (1651-57), Ekebyholm (1706-98), de friherrelige af Marienborg (1651—1728), Åminne (1561—1775), af hvilken sidste udledes
den grevelige af Åminne 1772, endnu levende. Den egentlige slægt Horn til Kankas uddøde 1728.
Af slægtens medlemmer skal nævnes:
- Henrik Horn (1512-1595)
- Karl Henriksson Horn
- Klas Kristersson Horn
- Henrik Horn (1578-1618)
- Evert Horn
- Gustaf Horn
- Henrik Horn (1618-1693)
- Christer Horn
- Bengt Horn
- Arvid Horn
- Gustaf Jakob Horn
- Fredrik Horn
- Claes Fredrik Horn